# あにばーさる2 〜山猿だョ!! 今年も勝手に紅白猿合戦2016 あの夢への第二歩〜
『あにばーさる2 〜山猿だョ!! 今年も勝手に紅白猿合戦2016 あの夢への第二歩〜』（あにばーさるツー・やまざるだョ・ことしもかってにこうはくさるがっせん・ツーサウザンドシックスティーン・あのゆめへのだいにほ）は、日本のシンガーソングライター・山猿の2作目の映像作品。

## 内容
前作『あにばーさる 〜山猿だよ!! 勝手に紅白猿合戦2015 あの夢への第一歩〜』から約1年1か月ぶりのライブ・ビデオ。
2016年12月23日に山猿の地元故郷である福島県会津若松市の會津風雅堂で開催されたデビュー5周年記念ライブ『山猿だョ!! 勝手に紅白猿合戦2016』の模様と、ステージ裏のドキュメンタリー映像を収録している。
なお今作の撮影では、福島県耶麻郡磐梯町に所在する光学機器製造企業である株式会社シグマのシネマレンズ「High Speed Zoom Line 50-100mm T2」が使用された。このレンズは本来映画撮影用のレンズであり、ライブ撮影で使用されることはないが、同郷の山猿に協力するべく発売前のレンズを提供したという。

## 収録映像曲
| #   | タイトル                                        | 作詞 | 作曲・編曲 |
| --- | ----------------------------------------------- | ---- | ---------- |
| 1.  | 「Opening」                                     |      |            |
| 2.  | 「赤い実ハジケタ恋空の下」                      |      |            |
| 3.  | 「風」                                          |      |            |
| 4.  | 「Maji SK」                                     |      |            |
| 5.  | 「SEXY LADY」                                   |      |            |
| 6.  | 「いったいぜんたいなにがしたいかもわからない…」 |      |            |
| 7.  | 「NAGISA」                                      |      |            |
| 8.  | 「きき手」                                      |      |            |
| 9.  | 「赤い実ハジケタ恋空の下‥part2」                |      |            |
| 10. | 「相棒」                                        |      |            |
| 11. | 「Happy Birthday」                              |      |            |
| 12. | 「イマアイ」                                    |      |            |
| 13. | 「無口な明日を嫌わないで」                      |      |            |
| 14. | 「180°」                                        |      |            |
| 15. | 「アルコール」                                  |      |            |
| 16. | 「Now Scream!!」                                |      |            |
| 17. | 「DREAMER」                                     |      |            |
| 18. | 「カジカ」                                      |      |            |
| 19. | 「バイバイ‥」                                   |      |            |
| 20. | 「3090〜愛のうた〜」                            |      |            |

### 解説
本編
1. Opening
2. 赤い実ハジケタ恋空の下
3. 風
4. Maji SK
5. SEXY LADY
6. いったいぜんたいなにがしたいかもわからない…
7. NAGISA
8. きき手
9. 赤い実ハジケタ恋空の下‥part2
10. 相棒
11. Happy Birthday
12. イマアイ
13. 無口な明日を嫌わないで
14. 180°
15. アルコール
この楽曲披露前にバックバンドとバックダンサーのメンバー紹介が行われた。
16. Now Scream!!
披露当時は未発表の新曲。
17. DREAMER
18. カジカ

アンコール
1. バイバイ‥
披露当時は未発表の新曲。
2. 3090〜愛のうた〜

## 参加ミュージシャン
- 山猿：Vocal

サポートバンドメンバー
- 川口圭太：Band Master & Guitar
- 山崎英明：Bass
- 城戸紘志：Drums
- モチヅキヤスノリ：Keyboards
- 足立賢明：Manipulator

サポートダンサーメンバー
- Ruu：Choreographer
- chika：Dancer
- akiho：Dancer
- Takuya：Dancer
- Sakura：Dancer
- YAMAZARU KIDS DANCERS：Dancer